# ボールドパイロット
ボールドパイロット（Bold Pilot、1993年 - 2015年）は、トルコの競走馬、種牡馬。主な勝ち鞍は1995年のチャルディラン賞、1996年のエルケック・タイ・デネメ（トルコ2000ギニー）、ガジ賞（ガジダービー）、アンカラ賞（トルコセントレジャー）、ボスポラスカップ、1996年と1997年のトルコ首相賞、1997年のトルコジョッキークラブ賞。
トルコのトップジョッキーハリス・カラタシュが20代前半の青年期に騎乗した代表的な名馬で、1996年にトルコ競馬史上7頭目の三冠を達成するなどトルコ国内G1を7勝。トルコダービーのガジ賞をレコードで圧勝し、国際競走のボスポラスカップを外国馬との叩き合いの末に制するなど劇的な走りで多くのファンに愛され、死後には映画にもなったトルコで最も有名な競走馬だった。

## デビューまで
ボールドパイロットは父が1920年代に競走馬の生産を始めてから2代60年以上にわたって名門のオーナーブリーダーとして活動してきたオズデミル・アトマンによって生産された。
父パーシャンボールド（Persian Bold）はアイルランドで繋養されていた種牡馬で、本馬はその仔を受胎した母馬がトルコで産んだ内国産馬、すなわち日本でいう持込馬であった。パーシャンボールドは競走馬としてはG2を勝つにとどまるが、 種牡馬として愛1000ギニーの勝ち馬クーヨンガ（Kooyonga）をはじめ多数の活躍馬を出し、日本でも外国産馬として走ったパーシャンボーイが1986年の宝塚記念に勝利している。
2歳になった1995年2月に冬季開催が行われていたイズミルのシリンイェル競馬場に入厩した。アトマンの主戦騎手となっていたハリス・カラタシュ騎手はボールドパイロットに素質を感じ、アトマンがより期待をかけていた別の馬に乗るように依頼したのを断って、ボールドパイロットの調教と騎乗を自ら行うことを希望した。

## 戦績
1995年5月28日、イスタンブール・ヴェリエフェンディ競馬場の条件競走アスワン賞（芝900m）でデビューし1着。ボールドパイロットの現役当時はアンカラ75年競馬場が建設中でトルコの大レースはすべてヴェリエフェンディ競馬場で開催されており、ボールドパイロットは生涯この競馬場でのみ出走した。
5戦目の9月10日のG2クイーンエリザベス2世カップ（芝1400m）で重賞を初制覇。次走のG2トルコ競走馬生産者馬主協会賞（芝1400m）ではベレッタ（Beretta）の2着に敗れるが、10月15日のG1チャルディラン賞（芝1600m）でベレッタに雪辱。ここから年内重賞を3連勝し、9戦6勝（2着3回）の抜群の成績で2歳シーズンを終えて年度代表馬に選ばれた。
明け3歳の1996年は4月14日のKV-8エルギン・タライ賞（芝1600m）から出走し、スタート直後に蹄鉄が落鉄したが、蹄鉄なしで走り続けて1着でゴールした。次走5月12日のG1エルケック・タイ・デネメ（芝1600m）では水曜日の追い切りで調教を嫌がって馬場に現れず、当日はスタート直前にゲート内で立ち上がってカラタシュ騎手を振り落としてしまったが、こうしたトラブルにもかかわらず、枠入りをやり直して発走するとオリビエ・ペリエ騎乗のベレッタと先行争いをする積極策でレースレコードの1:35.87を叩き出して圧勝した。
前哨戦のG2ハビタット賞（芝2100m）1着を経て、6月23日のG1ガジ賞（芝2400m）に出走。ハイペースで逃げる先頭集団を追走しながらペースを上げ、直線で先頭をとらえると後続を突き放して芝2400mのトルコレコードとなる2:26.22でゴールした。このタイムはコースレコードとしては25年以上破られていない。
8月18日、古馬混合G1のトルコ首相賞（芝2000m）で古馬を撃破し、9月15日、国際競走のG2ボスポラスカップ（芝2400m）に出走。降雨でボールドパイロットの苦手な重馬場になっていたこのレースでは、直線でいったんは先頭に立ちながらドイツのリステッド競走勝ち馬ガルティー（Galtee）に差し返されたが、馬体を合わせてゴール前で再び抜き返し、頭差で勝利した。
10月13日の3歳限定G1アンカラ賞 （芝2800m）も重馬場で、他のレースほど華々しくはない走りであったが逃げ切って勝利し、三冠を達成。連勝記録を11まで伸ばすが、10月27日のトルコ大統領賞（芝2400m）は9頭立ての6着と自身唯一の掲示板に載らない惨敗を喫した。
4歳時の1997年には首相賞を連覇し、アンカラ賞と同時期に行われる秋の古馬G1トルコジョッキークラブ賞（芝2400m）にも勝利してトルコ国内G1の通算勝利数を7に伸ばすが、ボスポラスカップは3着、大統領は4着に敗れて9戦6勝。
1998年、明け5歳のボールドパイロットはシーズンの初めに右後ろ脚の腱を痛め、治療が行われた。痛みを抱えたまま出走して2戦目のG2フェヴズィ・チャクマク賞（芝1900m）に勝利するが、次走3連覇のかかった首相賞で4着に敗れたのを最後に故障休養に入り、そのまま引退した。

## 引退後
引退後は生まれ故郷であるサカリヤ県のアトマン牧場で繋養された。
2000年から種牡馬として供用されたが、血統登録された産駒数は45頭に留まる。数少ない産駒の中からはステークス方式の条件競走に勝利した馬が数頭出た程度で、重賞の勝ち馬は輩出されなかった。
2013年6月30日、ガジ賞の開催日に行われた記念式典のため15年ぶりにヴェリエフェンディ競馬場に来場してファンにお披露目された。
2015年4月30日に死亡した。

## エピソード
ボールドパイロットの走法はストライドが大きく、全力疾走時には飛ぶように早く走ったが、反面重馬場を苦手とした。
ボールドパイロットの主戦騎手ハリス・カラタシュは、1995年2月に2歳のデビュー前の調教を始めたばかりのボールドパイロットの印象について「それまで私はこのようなサラブレッドを見たことも、乗ったことも、調教をつけたこともなかった。彼は信じられないほど光り輝き、チャンピオンの態度を持っていた。気高く、他とは違う精神だった」と振り返っている。ボールドパイロットは非常に神経質で、調教でも周囲を観察し、走っても問題ないことを確認しなければ動かなかったので、他の馬の倍以上の時間がかかった。厩舎の近くの塀が大雨で崩れたときには崩れた壁の前で立ち止まって移動を拒否し、急いで塀を再建すると安心して馬場に向かうようになった。
ボールドパイロットはそれまで競馬に関心のなかった人々からも人気を集め、出走する日には普段の何倍ものファンが競馬場に来場し、パドックに入場すると拍手が起こった。神経質なボールドパイロットはエルケック・タイ・デネメでレースの発走前にゲートで立ち上がってしまったように枠入りを嫌がる癖があったが、ガジ賞以降は枠入り時にファンが声をかけあって観客席が沈黙に包まれ、ボールドパイロットを落ち着かせるのに自発的に協力した。2015年に死亡した際には、訃報はテレビの一般ニュースでも報じられた。
2018年にカラタシュとボールドパイロットの実話を元にした映画「私たちのチャンピオン」（Bizim için Şampiyon）が制作された。ボールドパイロット役のために乗馬クラブなどから集められた毛色の似た5頭の馬のうちの1頭は、出演前の検査で偶然、乗馬として転売されて血統不明になっていたボールドパイロット産駒だったことが判明した。

## 血統表
| ボールドパイロットの血統    | ボールドパイロットの血統                                               | ボールドパイロットの血統                                               | （血統表の出典）                                                       | （血統表の出典） |
| 父系                        | ボールドルーラー系                                                     | ボールドルーラー系                                                     | ボールドルーラー系                                                     | [ § 2 ]          |
| 父 Persian Bold 1975 黒鹿毛 | 父の父Bold Lad 1964 鹿毛                                               | Bold Ruler                                                             | Nasrullah                                                              | Nasrullah        |
| 父 Persian Bold 1975 黒鹿毛 | 父の父Bold Lad 1964 鹿毛                                               | Bold Ruler                                                             | Miss Disco                                                             |                  |
| 父 Persian Bold 1975 黒鹿毛 | 父の父Bold Lad 1964 鹿毛                                               | Barn Pride                                                             | Democratic                                                             | Democratic       |
| 父 Persian Bold 1975 黒鹿毛 | 父の父Bold Lad 1964 鹿毛                                               | Barn Pride                                                             | Fair Alycia                                                            |                  |
| 父 Persian Bold 1975 黒鹿毛 | 父の母Relkarunner 1968 鹿毛                                            | Relko                                                                  | Tanerko                                                                | Tanerko          |
| 父 Persian Bold 1975 黒鹿毛 | 父の母Relkarunner 1968 鹿毛                                            | Relko                                                                  | Relance                                                                |                  |
| 父 Persian Bold 1975 黒鹿毛 | 父の母Relkarunner 1968 鹿毛                                            | Running Blue                                                           | Blue Peter                                                             | Blue Peter       |
| 父 Persian Bold 1975 黒鹿毛 | 父の母Relkarunner 1968 鹿毛                                            | Running Blue                                                           | Run Honey                                                              |                  |
| 母 Rosa Palumbo 1985 栗毛   | 母の父Imperial Fling 1976 鹿毛                                         | Northern Dancer                                                        | Nearctic                                                               | Nearctic         |
| 母 Rosa Palumbo 1985 栗毛   | 母の父Imperial Fling 1976 鹿毛                                         | Northern Dancer                                                        | Natalma                                                                |                  |
| 母 Rosa Palumbo 1985 栗毛   | 母の父Imperial Fling 1976 鹿毛                                         | Royal Dilemma                                                          | Buckpasser                                                             | Buckpasser       |
| 母 Rosa Palumbo 1985 栗毛   | 母の父Imperial Fling 1976 鹿毛                                         | Royal Dilemma                                                          | Queen Empress                                                          |                  |
| 母 Rosa Palumbo 1985 栗毛   | 母の母Robia 1978 鹿毛                                                  | Viani                                                                  | Acropolis                                                              | Acropolis        |
| 母 Rosa Palumbo 1985 栗毛   | 母の母Robia 1978 鹿毛                                                  | Viani                                                                  | Violante Vanni                                                         |                  |
| 母 Rosa Palumbo 1985 栗毛   | 母の母Robia 1978 鹿毛                                                  | Rosina Schnidler                                                       | Silly Season                                                           | Silly Season     |
| 母 Rosa Palumbo 1985 栗毛   | 母の母Robia 1978 鹿毛                                                  | Rosina Schnidler                                                       | Rosalie Renaudin                                                       |                  |
| 母系(F-No.)                 | (FN:F4-l)                                                              | (FN:F4-l)                                                              | (FN:F4-l)                                                              | [ § 3 ]          |
| 5代内の近親交配             | Bold Ruler 3x5 Nearco 5x5 Acropolis 4・5（母内） Tom Fool 5・5（母内） | Bold Ruler 3x5 Nearco 5x5 Acropolis 4・5（母内） Tom Fool 5・5（母内） | Bold Ruler 3x5 Nearco 5x5 Acropolis 4・5（母内） Tom Fool 5・5（母内） | [ § 4 ]          |
| 出典                        | 1. 2. 3. 4.                                                            | 1. 2. 3. 4.                                                            | 1. 2. 3. 4.                                                            | 1. 2. 3. 4.      |

伯父（母の半兄）に1985年の伊ダービー2着馬リコ（Reco）がいる。